# Panaszew
Panaszew [pronunciación en polaco: /paˈnaʂɛf/] es un pueblo en el distrito administrativo de Gmina Poddębice, dentro del Distrito de Poddębice, Voivodato de Łódź, en Polonia central. Se encuentra aproximadamente 5 kilómetros al sudeste de Poddębice y 33 kilómetros al oeste de la capital regional, Łódź.